# Hveragerði
Hveragerði ([ˈkʰvɛːraˌcɛrðɪ]ⓘ) es una ciudad y municipio de la región de Suðurland del sur de Islandia. Situada a 45 kilómetros de Reikiavik, en el principal anillo periférico de Islandia, Hringvegur. El río Varmá fluye por la ciudad.

## Territorio
Su área circundante es parte del volcán Hengill, que está geotermalmente activo y experimenta terremotos frecuentes pero por lo general menores. La ciudad es famosa por sus invernaderos, que reciben calor por las aguas termales volcánicas. 
Junto a la iglesia hay unas aguas termales llamadas Sandhólshver, formadas durante el violento terremoto del sur de Islandia de 1896. Un área geotermal en la ciudad tiene numerosas aguas termales y fumarolas.
Al sur de Hveragerði, se encuentra el pequeño puerto de Þorlákshöfn.

## Historia
El primer invernadero fue construido en 1923. En 1929 se empezó a utilizar las aguas termales para la calefacción de edificios. El número de habitantes de Hveragerði se elevó a 121 en 1940 y a 399 en 1946. El título oficial y los privilegios de una ciudad fueron otorgados el 1 de julio de 1987. En 1989 la ciudad tenía 1.593 habitantes. El 29 de mayo de 2008 la ciudad fue sacudida por un terremoto (6.3 en  escala de Richter) y 30 personas fueron heridas en Hveragerði y sus alrededores.

## Parques
El sendero pedagógico en el parque geotermal Hveragarðurinn explica el desarrollo de las aguas termales. En el parque  Lystigarðurinn Fossflöt, fundado en 1983, se puede visitar una central de energía hidroeléctrica construida en 1902 al lado del salto de agua Reykjafoss.

## Edificios y cultura
La moderna iglesia protestante Hveragerðiskirkja fue construida 1967-72. El museo de arte Listasafn Árnesinga, fundado en 1963, abriga 500 obras de arte aproximadamente. La exposición Skjálftinn 2008 en el centro comercial Sunnumörk se dedica al terremoto del 29 de mayo de 2008.

## Galería

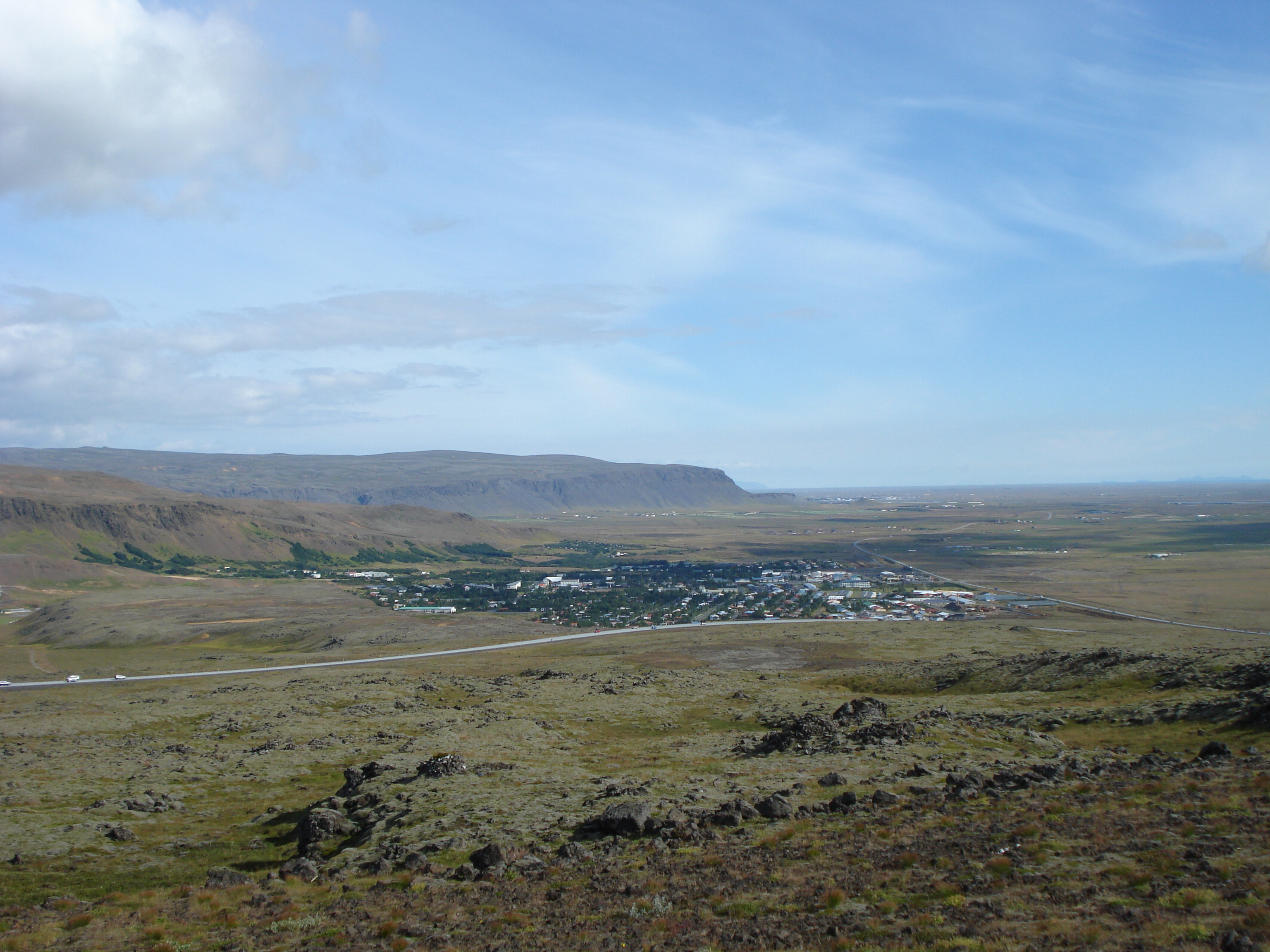
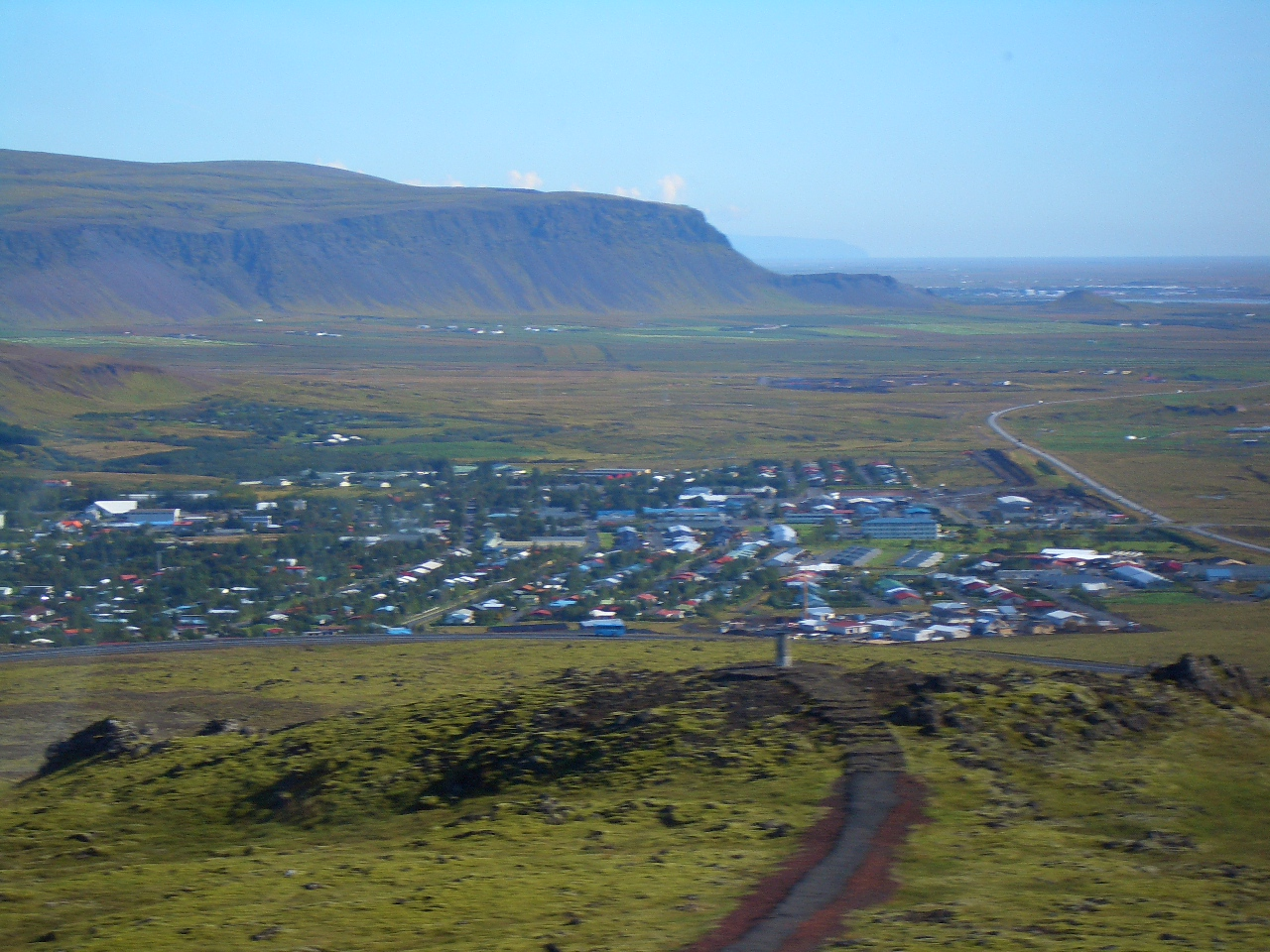
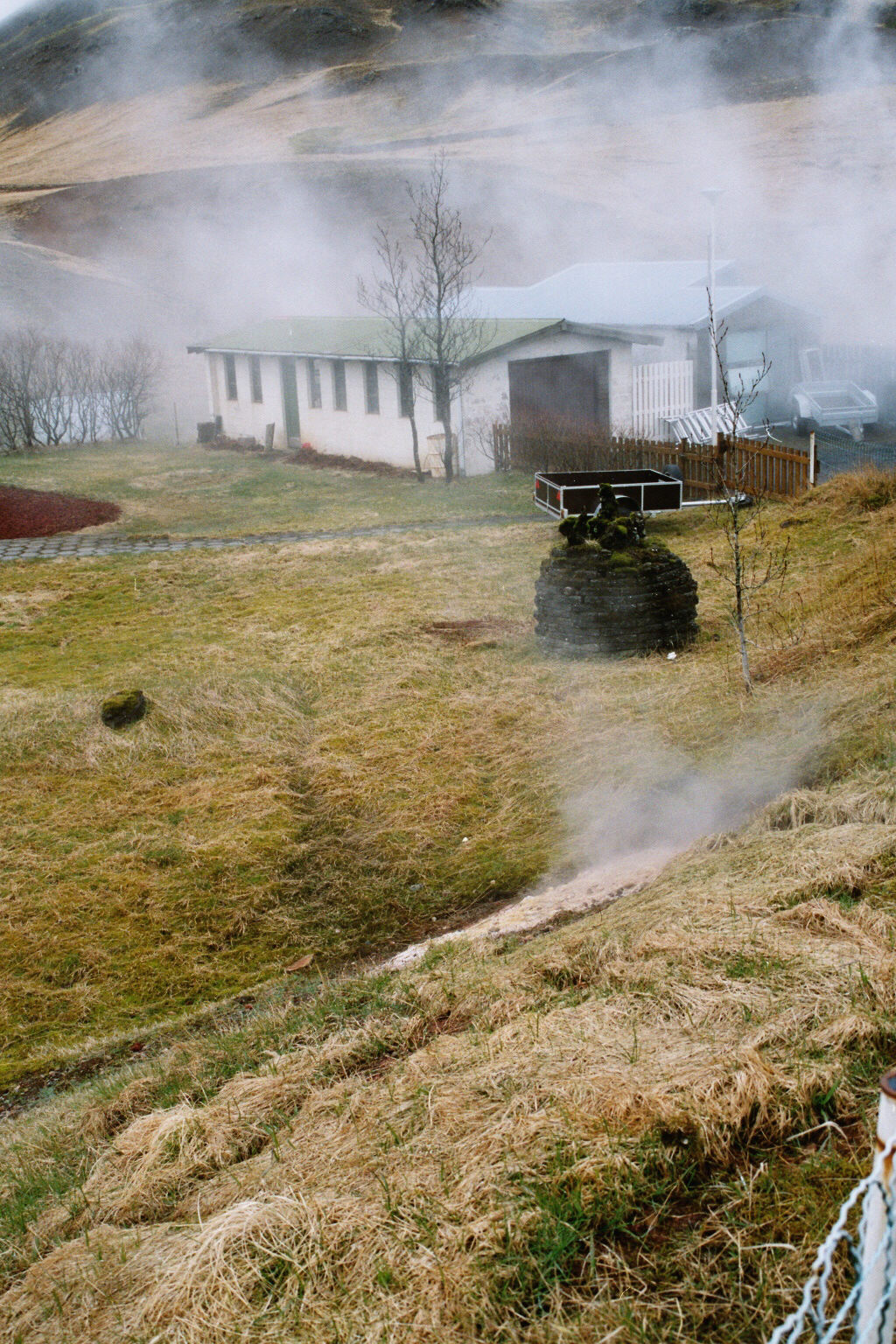
Fumarolas